# Елена Дукина Ангелина
Елена Дукина Ангелина (на гръцки: Ἑλένη Δούκαινα Άγγελίνα) е тесалийска принцеса и сръбска кралица – втора съпруга на сръбския крал Стефан Урош II Милутин.
Елена е дъщеря на тесалийския севастократор Йоан I Дука и на съпругата му от арумънски произход, известна само с монашеското име Хипомона. Омъжена е за сръбския крал Стефан II Милутин, като в науката няма единно мнение по въпроса за точната дата, когато това се случило – според някои бракът е сключен около 1273/76 г., а според други – началото на 1282 г. С този брак бил цементиран съюзът между Тесалийското княжество и Сръбското кралство, за чието сближаване съдейства амбициозният сицилиански крал Шарл II Анжуйски, който организирал антивизантийска коалиция от държави, която да му помогне да изпълни проекта си за възстановяване на Латинската империя. Успоредно с преговорите за сключване на тесалийско-сръбски съюз се водят и преговори за сключване на съюз между Тесалия и Българското царство, който трябвало да бъде скрепен с брак между една от сестрите на Елена и Теодор Светослав – българския престолонаследник по това време.
За да се сключи бракът между Елена и Стефан II Милутин, сръбският крал изоставил първата си съпруга. Елена пристига в Сърбия през 1282 г., където остава до 1283/84 г. Междувременно през 1282 г. настъпва промяна в геополитическата обстановка в региона: Сицилианската вечерня през 1282 г. и последвалата война между Неапол и Арагон слагат край на анжуйските амбиции за възстановяването на Латинската империя; Византия предприема все по-силно настъпление срещу Тесалия, а натискът над България и Сърбия от страна на татарите на Ногай и неговата Златна орда – съюзници на Византия, става все по-голям. Всичко това прави съюза с Тесалия безперспективен както за сърбите, така и за българите, и както изглежда, към началото на 1284 г. двете държави вече се били отказали от договорите си със севасторатор Йоан I Ангел. Така бракът на сръбския крал е разтрогнат и Елена е върната на родителите ѝ в Тесаля. Успоредно с това българите развалили и годежа на сестра ѝ с Теодор Светослав.
След като се разделил с Елена Ангелина, Милутин се оженил за малолетната Анна Тертер, дъщерята на българския цар Георги I Тертер, с когото сръбският крал сключил антивизантийски съюз през лятото на 1284 г.

## Цитирана литература
- ((en)) Georgieva, Sashka (2018). Bulgarian-Serbiam marital diplomacy from the end of 13th to the veginning of 14th century. – Историјски часопис, 67 (2018),  85-127, doi:10.34298/IC1766085G, https://www.iib.ac.rs/istorijskicasopis/assets/files/IC1766085G.pdf
- ((en)) Polemis, Demetrios I. (1968). The Doukai: A Contribution to Byzantine Prosopography. London: The Athlone Press, OCLC 299868377, https://books.google.com/books?id=Sx5dAAAAIAAJ
- ((de)) Trapp, Erich; Beyer, Hans-Veit; Walther, Rainer et al. (2001) [1976–1996]. Prosopographisches Lexikon der Palaiologenzeit, CD-ROM. Wien: Verlag der Österreichischen Akademie der Wissenschaften, ISBN 3-7001-3003-1, https://archive.org/details/ErichTrappProsopographischesLexikonDerPALAIOLOGENZEIT/mode/2up